# Ukraiński Związek Rad Obwodowych i Rejonowych
Ukraiński Związek Rad Obwodowych i Rejonowych (ukr. Українська асоціація районних та обласних рад) – ogólnoukraińska korporacja samorządowa zrzeszająca w sposób dobrowolny rady obwodowe i rejonowe, działająca na zasadzie stowarzyszenia. 

## Historia
Związek rozpoczął swoją działalność we wrześniu 1991 roku jako Związek Miast Partnerskich Ukrainy. W sierpniu 1992 roku podczas walnego zgromadzenia organizacja zmieniła nazwę na Ukraiński Związek Władz Lokalnych i Regionalnych. W październiku tego samego roku organizacja została wpisana do europejskiego rejestru stowarzyszeń, od tego momentu uczestniczyła w wydarzeniach Kongresu Władz Lokalnych i Regionalnych Europy. W 1996 roku prezesem Związku został wybrany przewodniczący Charkowskiej Rady Obwodowej Wołodymyr Mykołajowycz.
W 2002 roku na czele organizacji stanął Wiktor Mykołajowycz Tichonow, przewodniczący Rady Obwodu Ługańskiego. W tym samym roku razem ze Związkiem Miast Ukrainy i Związkiem Rad Wiejskich, Osiedlowych i Miejskich Ukrainy, a także Związkiem Liderów Władz Lokalnych i Obwodowych Ukrainy, organizacja była współzałożycielem Kongresu Władz Lokalnych i Regionalnych Ukrainy. Od czasu powstanie Kongresu Związek posiada swoich delegatów do Kongresu Władz Lokalnych i Regionalnych Europy. W 2003 roku Związek rozpoczął wydawanie gazety samorządowej Wolya-rejon.
W lipcu 2010 roku w ramach Ustawy o zrzeszeniach organów samorządu terytorialnego Związek otrzymał status ogólnoukraińskiego stowarzyszenia samorządów terytorialnych. Organizacja przemianowała wówczas swoją nazwę na Ukraiński Związek Rad Obwodowych i Rejonowych. W tym samym roku prezesem Związku został wybrany przewodniczący Charkowskiej Rady Obwodowej Serhij Czernow, a wiceprzewodniczącym Wasyl Diduch, przewodniczący Tarnopolskiej Rady Rejonowej. W grudniu tego samego roku Związek uchwalił główne cele swojej działalności. W maju 2011 roku utworzono stałe komisje związku ds. budownictwa i samorządu terytorialnego; ds. budżetu i polityki podatkowej; ds. rozwoju gospodarczego, własności komunalnej i gruntów; ds. mieszkalnictwa i spraw komunalnych; ds. społecznych i humanitarnych, ds. integracji europejskiej, współpracy transgranicznej i międzyregionalnej. Od czerwca tego samego roku Związek deleguje swoich przedstawicieli do Rady Doradczej Prezydenta Ukrainy ds. Samorządu Terytorialnego. 
We wrześniu 2012 roku Związek został członkiem Sieci Stowarzyszeń Samorządów Lokalnych Europy Południowo-Wschodniej (NALAS). W styczniu 2013 roku dołączył do Rady Gmin i Regionów Europy (CEMR). 

## Struktura
W skład Związku wchodzą 24 rady obwodowe i 119 rad rejonowych (stan na 20 grudnia 2022 roku).

### Kongres
Kongres Związku jest najwyższym organem Stowarzyszenia. Zwoływany jest nie rzadziej niż raz na dwa lata. Kongres zatwierdza statut stowarzyszenia, ustala główne kierunki organizacji, wyklucza członków ze stowarzyszenia, powołuje Zarząd oraz Komisję Rewizyjną, a także rozpatruje ich sprawozdania kadencyjne.

### Prezydium
Prezydium jest organem wykonawczym stowarzyszenia, w jego skład wchodzi prezes, wiceprezesi, kierownik sekretariatu oraz przedstawiciele rad rejonowych i obwodowych. Odpowiada za kontrolowanie i zatwierdzanie dokumentacji związanej z działalnością finansową i gospodarczą organizacji.

### Zarząd
W skład zarządu wchodzą prezes i wiceprezesi. Prezesem stowarzyszenia jest Serhij Czernow, wybrany na ten urząd w 2010 roku. Wiceprezesami stowarzyszenia są Anatolij Olijnyk, przewodniczący Rady Obwodu Winnickiego; Hleb Prygunow; Wasyl Bogdancew, przewodniczący Rady Rejonu Jelaneckiego; Anna Starykowa; Ołeksandr Hanuszczyn, przewodniczący Rady Obwodu Lwowskiego; Anatolij Urbański; Wiktor Owczaruk, przewodniczący Rady Obwodu Tarnopolskiego; Oleksandr Velbivets (czasowo zawieszony).